# Geotrupidae
Geotrupidae là một họ bọ cánh cứng.

## Phân loại
Ban đầu chúng được xếp thành phân họ Geotrupinae trong họ Scarabaeidae trước khi tách thành họ riêng. Theo truyền thống họ Bolboceratidae từng là một phân họ (Bolboceratinae) theo phân đoạn anten, nhưng khi xét đến các đặc điểm khác nhau, Scholtz & Browne (1995) tách chúng thành họ riêng.
Họ này gồm hơn 600 loài được xếp vào 25 chi và 3 phân họ.
- Geotrupinae
  - Anoplotrupes
  - Blackburnium
  - Ceratophyus Fischer von Waldheim, 1823
  - Cnemotrupes
  - Elaphastomus
  - Enoplotrupes
  - Eogeotrupes
  - Geohowdenius
  - Geotrupes Latreille, 1796
  - Glyptogeotrupes
  - Haplogeotrupes
  - Indobolbus
  - Megatrupes
  - Mycotrupes LeConte, 1866
  - Odontaeus
  - Onthotrupes
  - Pachypus
  - Peltotrupes Blanchard 1888
  - Sericotrupes
  - Stenaspidius
  - Stercorarius
  - Thorectes
  - Trypocopris
  - Typhaeus
- Taurocerastinae
  - Frickius
  - Taurocerastes
- Lethrinae
  - Lethrus

## Hình ảnh

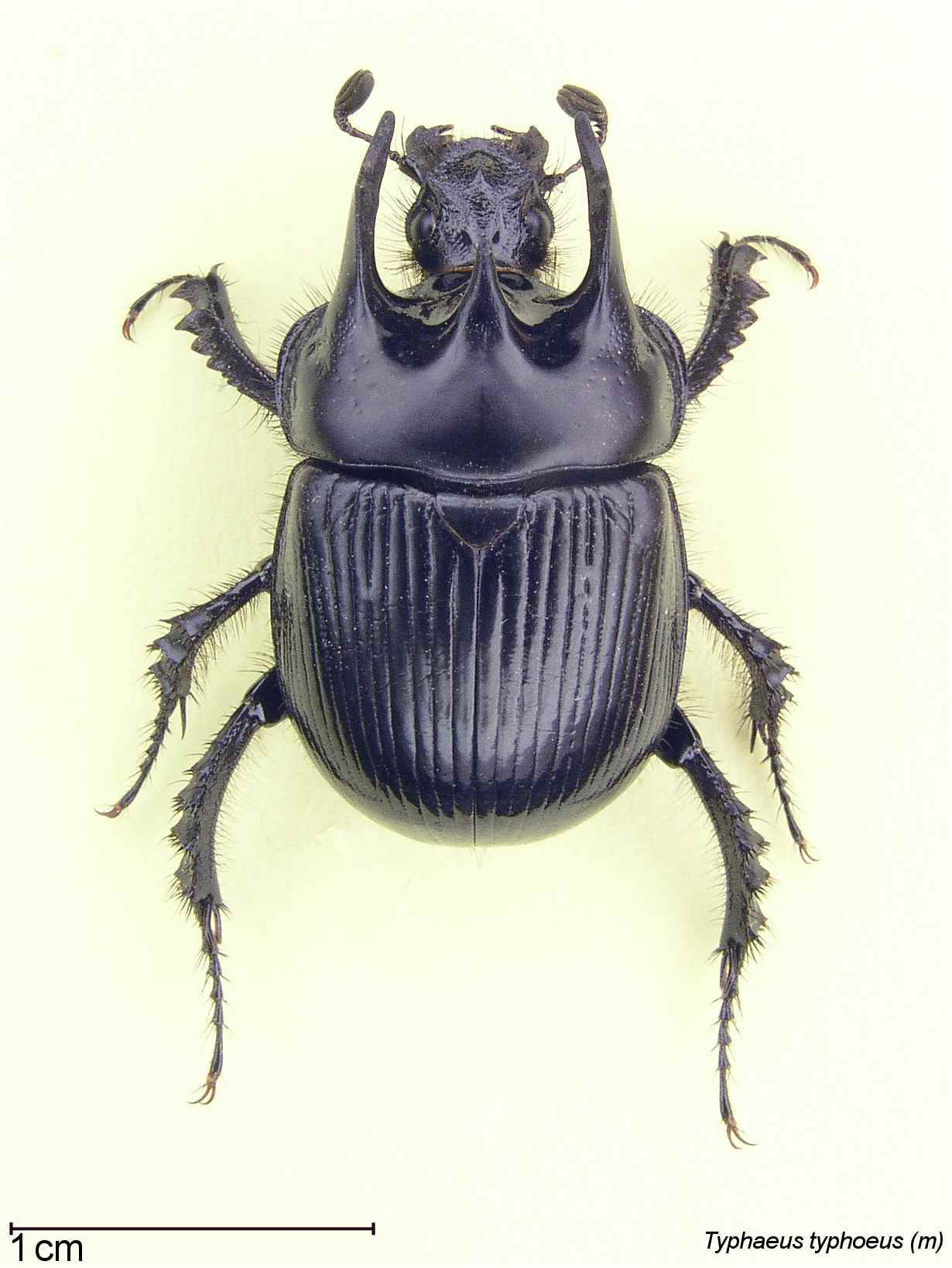
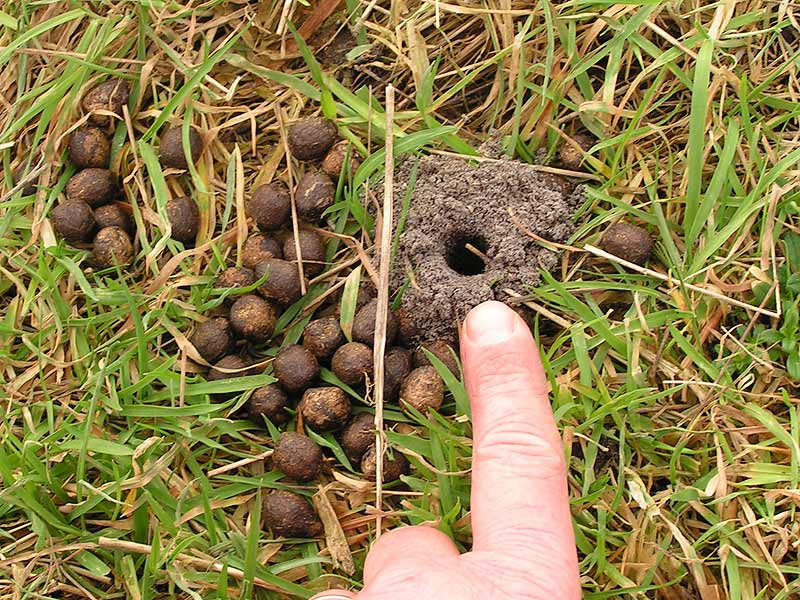
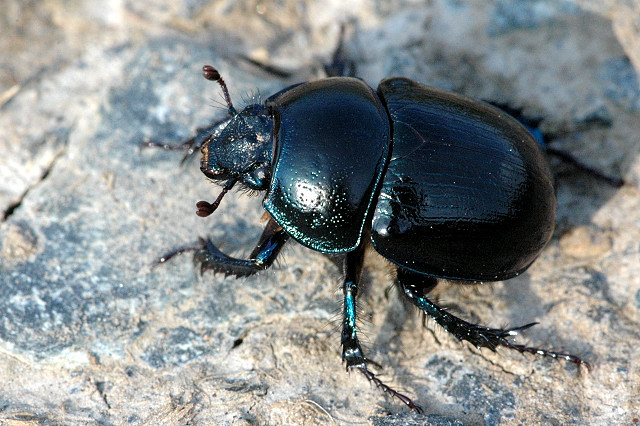
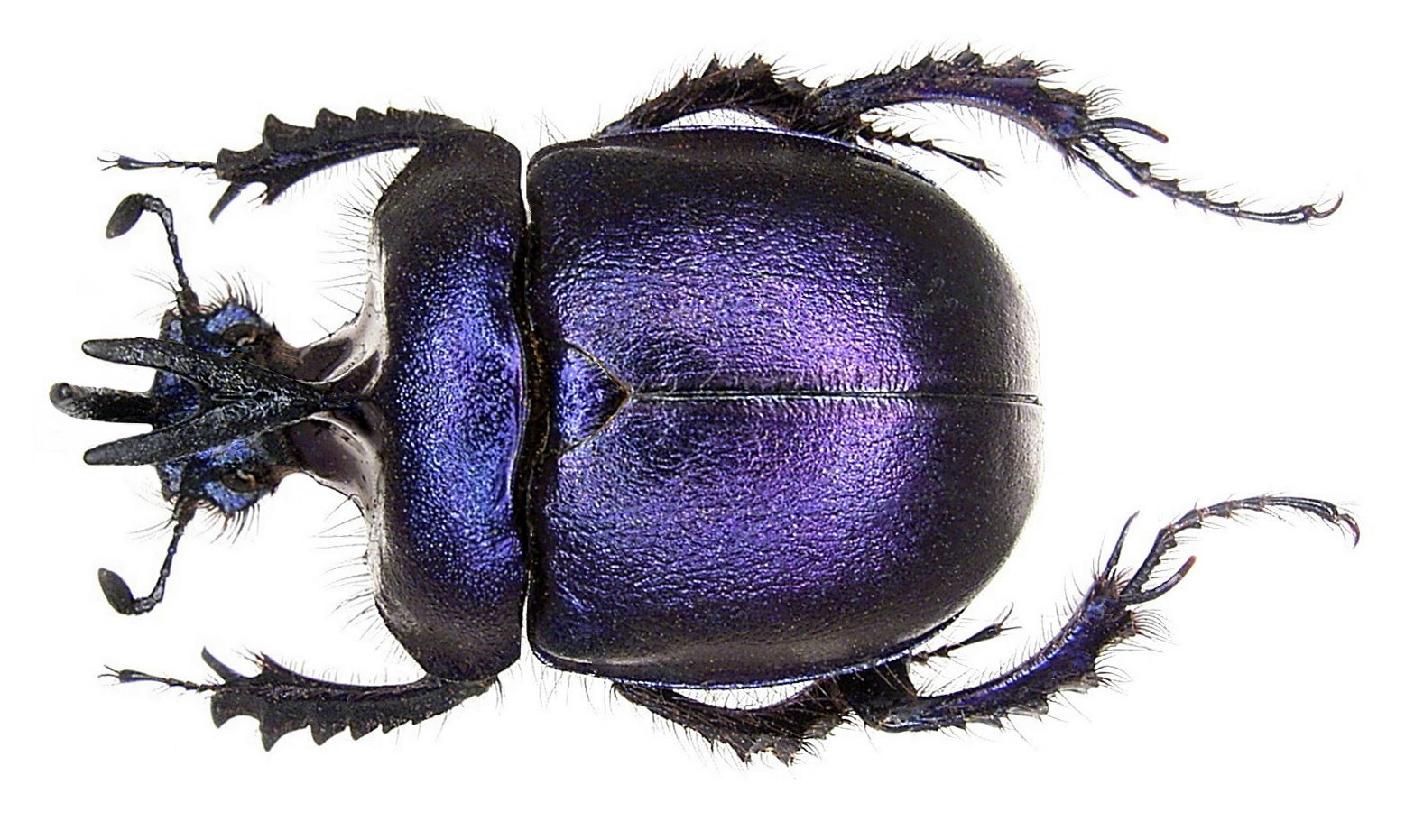